# Burni Genting Kari
Burni Genting Kari är ett berg i Indonesien.   Det ligger i provinsen Aceh, i den västra delen av landet, 1 600 km nordväst om huvudstaden Jakarta. Toppen på Burni Genting Kari är 712 meter över havet.
Terrängen runt Burni Genting Kari är kuperad åt nordost, men åt sydväst är den bergig. Terrängen runt Burni Genting Kari sluttar norrut.Runt Burni Genting Kari är det mycket glesbefolkat, med 3 invånare per kvadratkilometer. I omgivningarna runt Burni Genting Kari växer i huvudsak städsegrön lövskog.